# Theodor Sixt
Theodor Karl Julius Sixt (ur. 14 marca 1834 w Hechingen, zm. 4 czerwca 1897 w Bielsku) – austriacki przedsiębiorca, działacz społeczny i filantrop. Był jednym z najbogatszych mieszkańców Bielska drugiej połowy XIX w.

## Życiorys
Urodził się w 1834 r. w Hechingen w Badenii-Wirtembergii. Co do dziennej daty urodzenia, przyjmuje się na podstawie ksiąg parafialnych dzień 14 marca, jednakże na nagrobku widnieje data 16 marca. Drugie imię Carolus otrzymał po swoim ojcu pochodzącym z Waiblingen, trzecie - Julius - po matce Julii Hopf pochodzącej z Bietigheim (powiat Rastatt). Sixt nie miał rodzeństwa. W akcie urodzenia odnotowano, że był nieślubnym dzieckiem. Jego ojciec, Karl, był profesorem w miejscowym liceum.
W drugiej połowie XIX w. młody Theodor osiedlił się na Morawach. W 1870 r., w wieku 36 lat, poślubił w Przyborze 21-letnią Johanne Emilie Weich, należącą do bogatej mieszczańskiej rodziny z Bielska. Świadczy to o dużym majątku i wysokiej pozycji społecznej Sixta, która była konieczna, aby został zaakceptowany przez rodzinę Weich.
Po ślubie zamieszkał w Bielsku, ważnym ośrodku przemysłowym, w zaprojektowanej przez Carla Korna willi przy Elisabethstraße (ob. ul. Mickiewicza).
Po 17 latach małżeństwa 38-letnia Johanne zmarła na zawał serca w nieznanych okolicznościach. Dwa lata po śmierci Johanne, w 1889 r., Sixt ożenił się powtórnie z 26-letnią wówczas Anną Zipser, wywodzącą się z fabrykanckiej rodziny.
Do końca życia pozostał bezdzietny. Zmarł 4 czerwca 1897, przyczyną śmierci była prawdopodobnie gruźlica nerek. Został pochowany na Starym Cmentarzu Ewangelickim w Bielsku. Nie zachowało się do dzisiejszych czasów żadne jego zdjęcie ani portret.

## Aktywność zawodowa
Początkowo był farbiarzem we Freibergu (obecnie Příbor). Pewne jest, że w 1877 roku był właścicielem farbiarni w Wapienicy k. Bielska (dziś dzielnicy miasta). Najprawdopodobniej grał również na giełdzie i skupował akcje bielskich przedsiębiorstw, a także zainwestował w wystawę światową, która odbyła się w Wiedniu w 1873 r. Wśród plotek, nie znajdujących historycznego potwierdzenia, pojawiają się informacje o handlu bronią czy prowadzeniu przez niego sieci domów publicznych. Podejrzewa się też, że czerpał zyski, prowadząc w okolicach miasta kwatery dla robotników (na skutek uchwały rady miejskiej, robotnicy mieli zakaz osiedlania się w granicach Bielska) oraz należał do loży masońskiej.

## Dziedzictwo

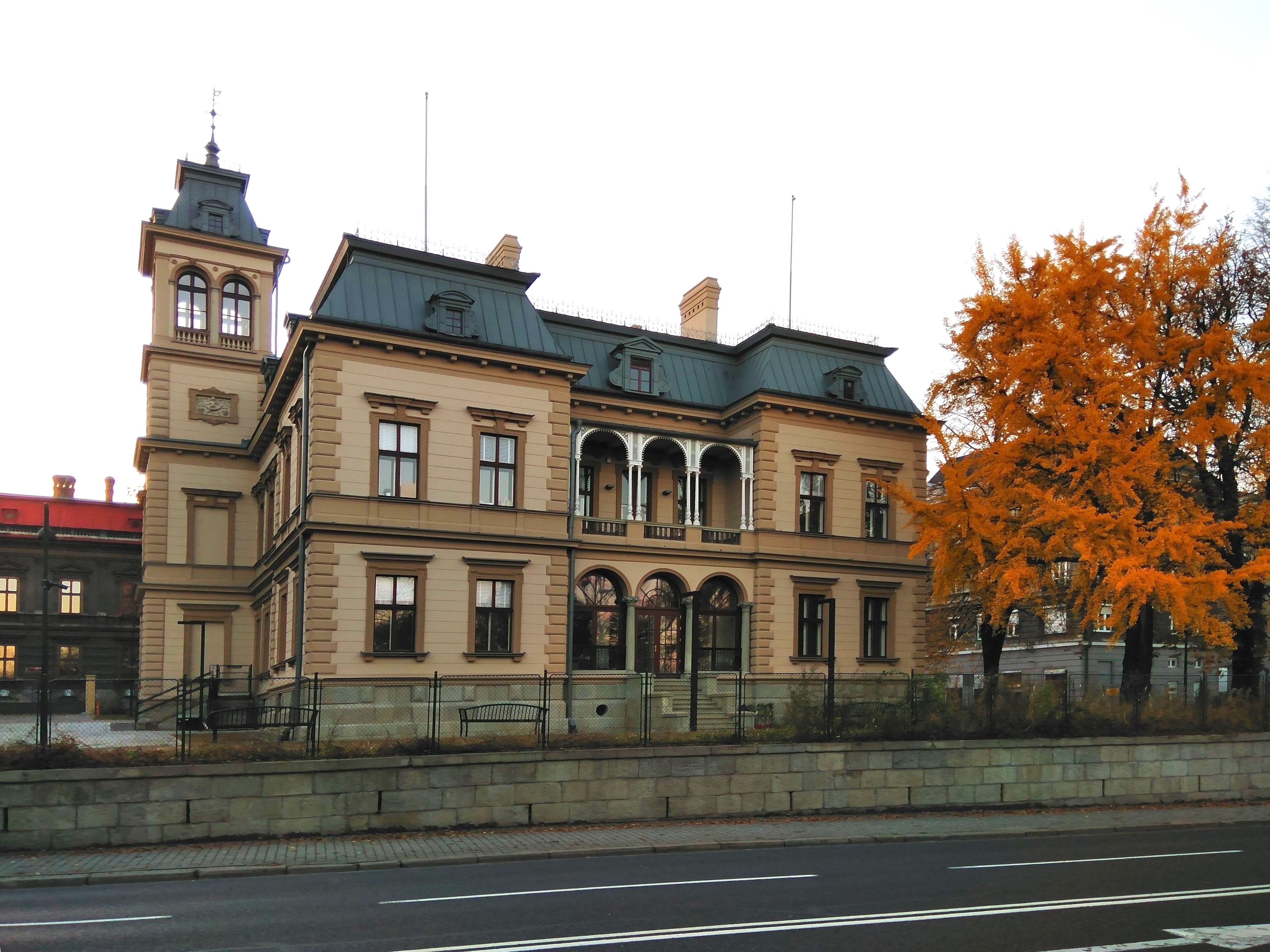
Willa Theodora Sixta przy ul. Mickiewicza

W testamencie willę zapisał miastu z kategoryczną klauzulą zakazującą komukolwiek ją odsprzedawać oraz by na zawsze nazywano ją "Willą Sixta", natomiast pozostały majątek przekazał żonie Annie z domu Zipser oraz bratu, który miał rozdzielić 10.000 fl. dla ubogich miasta Bielska oraz parafii ewangelickiej i Ewangelickiego Związku Kobiet (za jego pieniądze powstał sierociniec męski).
W 1900 r. jedną z nowo wytyczonych ulic na Dolnym Przedmieściu nazwano imieniem Theodora Sixta. Nosi ona tę nazwę do dziś.
Po II wojnie światowej zarówno okazały nagrobek, jak i willa, będąca siedzibą konserwatora zabytków, niszczały. Grobowiec wyremontowano w latach 90., natomiast willi przywrócono pierwotny wygląd, gdy stała się w 2002 r. siedzibą rektoratu Akademii Techniczno-Humanistycznej.
W listopadzie 2006 r. na deskach Teatru Polskiego w Bielsku-Białej wystawiono sztukę pod tytułem Testament Teodora Sixta w reżyserii Roberta Talarczyka, której tematem jest życie tytułowego bohatera.